# Марина Плетикосић
Марина Плетикосић (Београд, 24. децембар 1971) је српска манекенка, фото-модел, стручњак за маркетинг и јавну комуникацију, фотограф, новинар и песникиња.
Као манекенка и фото-модел позната је по фотографијама Небојше Бабића и Петра Вујанића. Дугогодишњи је уметнички сарадник београдских група „Ђура и Морнари“ и „Хероји“. Аутор је две збирке поезије и поетских записа у серији „Нинини бисери љубави“.

## Биографија
Марина Плетикосић — Нина рођена је у Београду 24. децембра 1971. године. Уз родитеље Милана и Даницу Максовић, сестром Весном и братом Ненадом одрасла је на Каленићу. Од детињства је имала склоност ка пливању, глуми плесу и писању поезије. У тинејџерском периоду била је муза Дражена Жерића Жере из групе „Црвена јабука“.
У родном Београду је после основне школе завршила средњу архитектонску школу, а усавршавале се у области књиговодства, енглеског језика и пословне информатике у Београду и маркетинга у Солуну. У младости је радила као архитектонски техничар, продавац у модним бутицима и шеф великопродаје.
У 21. веку радила је као манекенка за агенцију „Селект“. Фото албуме су јој радили Петар Пеца Вујанић и Небојша Бабић. Наставила је каријеру као предузетница (малопродајни објекти „Зрно среће“; фризерске радње за децу „Фантазија“; организација модних хепенинга и ревије дечијих костима итд) као и рад у модној индустрији, маркетингу, медијима, продаји и услугама за „Studio Orange“, „Can Advertising“, „Plessio“, „Comtrade“, „Desk computers“, ЈКП Паркинг Сервис и друге.

## Уметнички радови
Плетикосић је за београдску дневну новину Блиц била фотограф и фото репортер на главним концертима и музичким фестивалима од 2003. до 2015. године.
Плетикосић је дугогодишњој заједници са писцем и музичарем Владимиром Ђурићем Ђуром што је довело до честе уметничке сарадње. Она је модел је на омотима албума бенда „Ђура и морнари“  (Алегриа 2014; Море 2021; Анђеоске песме, 2024.), у спотовима („Контеса“, 2007; „Београдски победник“, 2021; „Љубавни брод“, 2024) и на концертима; креатор је материјала за бенд у више наврата (аутор спота „Анђели и оркестри“, 2005; дизајна омота Хитови, 2010; тотал дизајн за телевизијски шоу програм „Чувар плаже у летњем периоду“ чији је редитељ био Милорад Милинковић, 2010). Такође је креативно допринела повратничкој турнеји београдске супергрупе „Хероји“.
Марини Плетикосић је посвећено доста песама у југословенској поп-рок музици.
Њена ауторска колумна на регионалним порталима под називом “Нинини бисери љубави” претворена је у две књиге поезије и поетских записа.